# Thomas J. Walsh

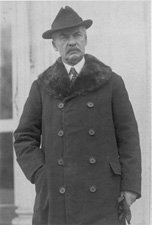
Thomas James Walsh

Thomas James Walsh, född 12 juni 1859 i Two Rivers, Wisconsin, död 2 mars 1933 i North Carolina, var en amerikansk demokratisk politiker. Han representerade delstaten Montana i USA:s senat från 1913 fram till sin död.
Walsh studerade juridik vid University of Wisconsin-Madison och arbetade sedan som advokat. Han flyttade 1890 till Montana.
Walsh efterträdde 1913 Joseph M. Dixon som senator för Montana. Som ordförande i ett undersökningsutskott bidrog han till avslöjandet av alla turerna kring Teapot Dome-skandalen åren 1922 och 1923. Franklin D. Roosevelt vann presidentvalet i USA 1932 och nominerade Walsh till justitieminister. Han avled under en tågresa i North Carolina innan han hann tillträda ämbetet som justitieminister. Walsh efterträddes som senator av John Edward Erickson och Roosevelt utnämnde Homer S. Cummings till sin justitieminister.